# Agrotera (arna)
Agrotera és un gènere d'arnes de la família Crambidae.

## Taxonomia
- Agrotera albalis Maes, 2003
- Agrotera amathealis (Walker, 1859)
- Agrotera atalis Viette, 1958
- Agrotera barcealis (Walker, 1859)
- Agrotera basinotata Hampson, 1891
- Agrotera citrina Hampson, 1899
- Agrotera coelatalis (Walker, 1859)
- Agrotera discinotata Swinhoe, 1894
- Agrotera effertalis (Walker, 1859)
- Agrotera endoxantha Hampson, 1899
- Agrotera flavobasalis Inoue, 1996
- Agrotera fumosa Hampson, 1899
- Agrotera glycyphanes Turner, 1913
- Agrotera ignepicta Hampson, 1899
- Agrotera ignepictoides Rothschild, 1916
- Agrotera leucostola Hampson, 1896
- Agrotera lienpingialis Caradja, 1925
- Agrotera magnificalis Hampson, 1893
- Agrotera mysolalis (Walker, 1866)
- Agrotera namorokalis Marion & Viette, 1956
- Agrotera nemoralis (Scopoli, 1763)
- Agrotera ornata Wileman & South, 1917
- Agrotera pictalis (Warren, 1896)
- Agrotera rufitinctalis Hampson, 1917
- Agrotera scissalis (Walker, 1866)
- Agrotera semipictalis Kenrick, 1907
- Agrotera setipes Hampson, 1899